# Anyphaena wanlessi
Espèce
Anyphaena wanlessi est une espèce d'araignées aranéomorphes de la famille des Anyphaenidae.

## Distribution
Cette espèce est endémique du Guerrero au Mexique,. Elle se rencontre à Omiltemi et à Amula.

## Description
Les mâles mesurent 4,80 mm en moyenne et les femelles 5,72 mm.

## Étymologie
Cette espèce est nommée en l'honneur de Fred R. Wanless.

## Publication originale
- Platnick & Lau, 1975 : A revision of the celer group of the spider genus Anyphaena (Araneae, Anyphaenidae) in Mexico and Central America. American Museum novitates, no 2575, p. 1-36 (texte intégral).